# オックス・ベーカー
オックス・ベーカー（Ox Baker、本名：Douglas Albert Baker, Sr.、1934年4月19日 - 2014年10月20日）は、アメリカ合衆国のプロレスラー。ミズーリ州セデイリア出身。
スキンヘッドに極太の眉毛と髭というプロレスの悪役然とした強面と、全身剛毛に覆われた巨体を武器に、怪物的なヒールとして活躍した。2人のレスラーを死に至らしめたリング禍でも知られ、日本でも1970年12月12日、金網デスマッチでラッシャー木村の左足を骨折させたことがある（後述）。

## 来歴
学生時代から軍隊時代を通してアメリカンフットボールで頑強な肉体をつくり、1962年に地元ミズーリ州のカンザスシティにて、バディ・オースチン、ボブ・ガイゲル、パット・オコーナーのトレーニングを受けてデビュー。当初はヘイスタック・カルホーンのようなヒルビリー・スタイルのギミックを用い、ベビーフェイスのポジションで活動。1967年にはジ・オックス（The Ox）のリングネームでニューヨークのWWWFに登場、ゴリラ・モンスーン、プロフェッサー・タナカ、バロン・シクルナ、ジェリー・グラハム、ルーク・グラハム、ビル・ミラー、ブル・オルテガなどのジョバーを務めた。
その後、リングネームをオックス・ベーカー（Ox Baker）に定着させ、強面の巨漢ヒールとしてカナダ・カルガリーのスタンピード・レスリングに参戦。1968年3月8日、アーチー・ゴルディーを破って北米ヘビー級王座を獲得、同地区のフラッグシップ・タイトルの第2代王者となり、飛躍のきっかけを掴む。以降もカルガリーではゴルディーやギル・ヘイズと抗争を展開、1969年4月にゴルディーとのルーザー・リーブス・タウン・マッチに敗れた後、同年7月に国際プロレスに初来日している。
1970年代に入るとスキンヘッドに極太の眉毛と髭をトレードマークとしたビジュアル・イメージを確立。ドスの利いた大声でまくしたてるマイクパフォーマンスも注目を集め、一躍ヒールのトップスターとなり、1972年6月16日にはジョージア州アトランタにてドリー・ファンク・ジュニアのNWA世界ヘビー級王座に挑戦した。1974年1月31日には、オハイオ州クリーブランドで行われたジョニー・パワーズとアーニー・ラッドの試合に乱入、ベビーフェイスのポジションにいたラッドを急襲したが、これに怒った観衆が暴徒化、"The Cleveland Riot" と呼ばれる大暴動を引き起こしている。
1974年8月10日、インディアナ州インディアナポリスにてカウボーイ・ボブ・エリスを破りWWA世界ヘビー級王座を獲得。以降、ラッド、ミラー、アンドレ・ザ・ジャイアント、セーラー・アート・トーマス、ムース・ショーラック、マイティ・イゴール、ボボ・ブラジル、ディック・ザ・ブルーザー、ウイルバー・スナイダー、ルー・テーズなどの強豪を挑戦者に、1975年11月29日にペッパー・ゴメスに敗れるまで、1年以上に渡ってタイトルを保持した。戴冠中の1975年11月1日には、シカゴのインターナショナル・アンフィシアターにてバーン・ガニアのAWA世界ヘビー級王座にも挑戦している。
全米のトップスターとも各地で対戦し、WWAではブルーザー、デトロイトではザ・シーク、ダラスではフリッツ・フォン・エリック、フロリダではダスティ・ローデスやジョー・ルダック、テネシーではジェリー・ローラーと抗争を展開。アンドレやラッドをはじめ、ブラックジャック・マリガンやブルーザー・ブロディともスーパーヘビー級同士の大型対決を行っている。1979年にはアラバマおよびフロリダ北西部のガルフ・コースト地区（サウスイースタン・チャンピオンシップ・レスリング）にて、テリー・ボールダーこと若手時代のハルク・ホーガンとも対戦した。

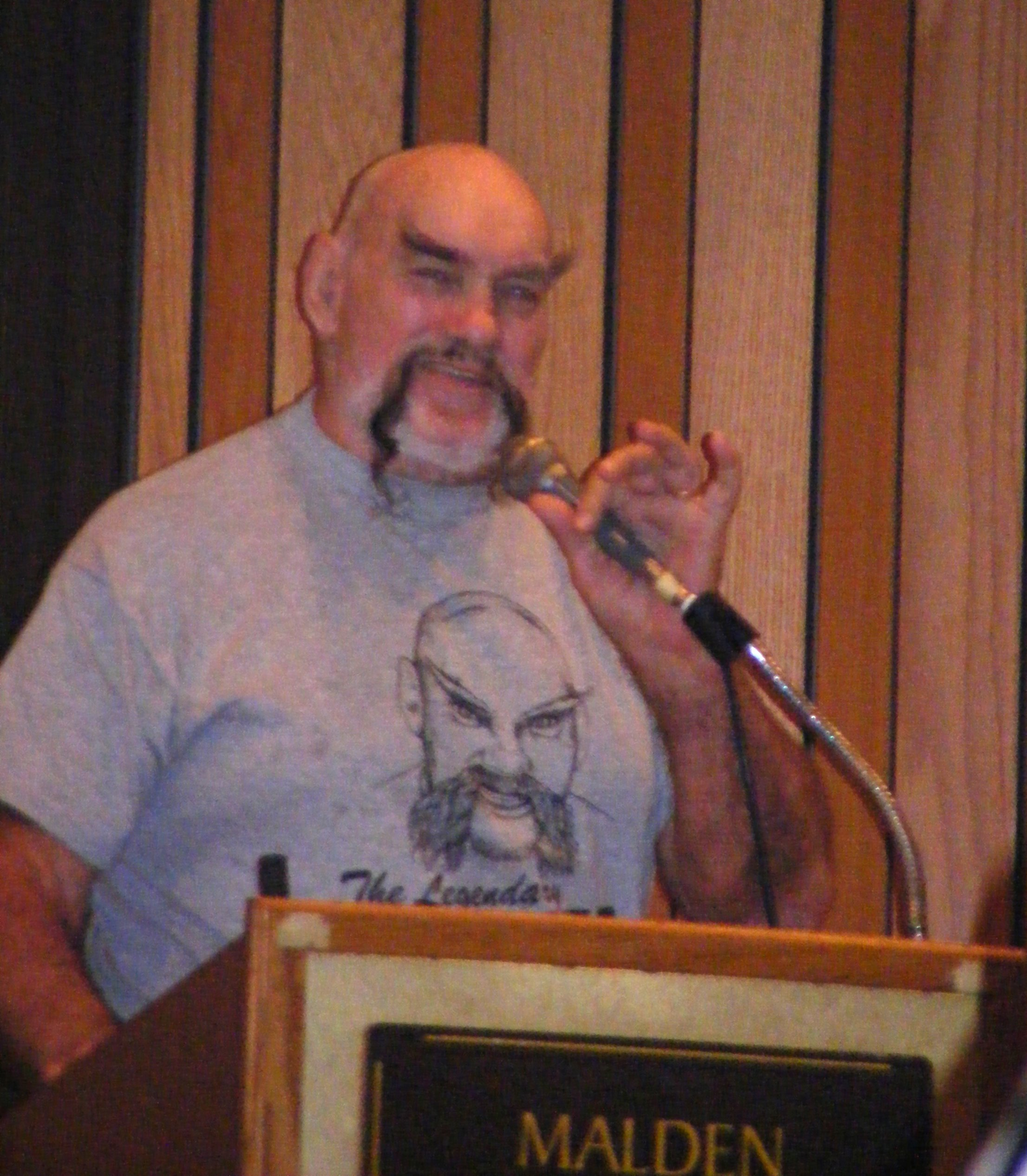
2008年10月

1980年3月、親友スーパースター・ビリー・グラハムの仇討ちとして、ボブ・バックランドに挑戦すべくWWFのTVテーピングに出場するも、レギュラー参戦は実現しなかった。その後、ロサンゼルスのNWAハリウッド・レスリング、プエルトリコのWWC、さらにはニュージーランドなどを転戦したが、体力的な衰えもあり、アメリカ本土のメジャーテリトリーでは新鋭選手のジョバーを務めるようになった。1988年の引退後は新人レスラーの育成も手掛け、ブライアン・クラークなどがベーカーの指導のもとデビューした。
1970年代を代表するヒールとして悪名を轟かせたベーカーだが、そのキャラクターは多くのファンに愛され、後年もレスラー時代と変わらない風貌のまま、数々のイベントに招かれていた。
2014年10月20日、コネチカット州ハートフォードにて、心臓発作に起因する合併症のため死去。80歳没。2009年9月に人工股関節置換手術を受け、晩年は車椅子での生活を送っていた。没後、2014年度のNWA殿堂に迎えられている。

### 日本での活躍
初来日は1969年7月、国際プロレスの『'69 ビッグ・サマー・シリーズ』において、7月17日に大阪府立体育館でスタン・ザ・ムース、8月20日に岩見沢でルター・レンジと組み、豊登&ストロング小林のIWA世界タッグ王座に2回挑戦した。このうち、大阪でのタイトル戦はヘアバンド・マッチで行われ、試合に敗れたベーカーが丸坊主にされている（当時のベーカーは、すでに禿げ上がっていたものの完全なスキンヘッドではなく、側頭部と後頭部に髪の毛が残っていた）。その後も1970年11月、1971年9月と3年連続で参戦。1970年12月12日に行われた『'70 ビッグ・ウィンター・シリーズ』台東区体育館大会でのラッシャー木村との金網デスマッチでは、セコンドのボブ・ウインダムが投げ入れたパイプ椅子で木村の脚を乱打し、左足を骨折させている。1971年の『'71 ダイナマイト・シリーズ』でも、9月16日に米子、9月20日に福岡、10月2日に岡山と、木村と金網デスマッチで再三対戦した。また、巨大な生の肉塊にかぶりつくデモンストレーションも話題を呼んだ。
1975年9月にはアブドーラ・ザ・ブッチャーとの2大エース外国人として全日本プロレスの『'75 ジャイアント・シリーズ』に来日。10月14日の松山大会にてジャイアント馬場のPWFヘビー級王座に挑戦するがストレート負けを喫した。このシリーズには若手時代のスタン・ハンセンも初来日しており、ハンセンは自身のキャラクターづくりに関してベーカーから親身なアドバイスを受けたと自著で記述している。

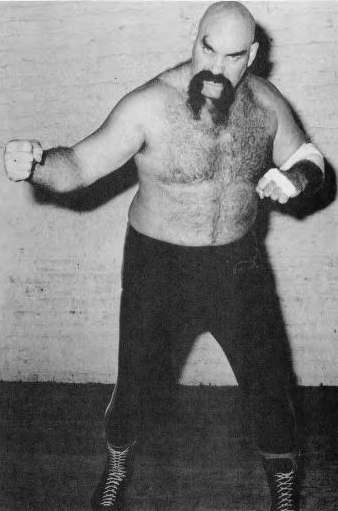
1977年

1978年9月、『'78 ダイナマイト・シリーズ』への再来日で久々に国際プロレスに登場。8年前の骨折事件を再現しようと、足を折られて車椅子に乗りながら泣いている木村のコラージュが施されたプラカード（同時参戦していたリップ・タイラーが作製したとされる）と松葉杖を持って挑発行為を繰り広げ、9月25日に高岡で金網デスマッチ、10月4日に札幌でチェーン・デスマッチ、10月13日に常陸太田でテキサス・デスマッチと、木村との「デスマッチ3番勝負」が組まれた（高岡大会と常陸太田大会はIWA世界ヘビー級選手権試合として行われ木村が防衛。札幌大会はベーカーのKO勝ち）。
1979年6月開幕の『'79 ビッグ・サマー・シリーズ』では、7月9日に宮城県スポーツセンターにてアレックス・スミルノフと組み、木村&グレート草津との金網タッグ・デスマッチに勝利したが、試合中の同士討ちでスミルノフと仲間割れ。翌7月10日の宮城県涌谷町大会では木村のIWA世界ヘビー級王座への挑戦権をかけ、両者による外国人同士のロシアン・チェーン・マッチが行われた（この試合形式を得意とするスミルノフのKO勝ち）。シリーズ中は、当時国際プロレスの期待の新鋭として売り出されていた阿修羅・原とも、7月17日の北海道中川町大会にてチェーン・デスマッチを行っている。なお、ベーカーとスミルノフは帰米後の同年9月21日、サウスイースタン・チャンピオンシップ・レスリングのテネシー州ノックスビルでの興行でもタッグを組み、アンドレ・ザ・ジャイアント&モンゴリアン・ストンパーと対戦している。
1980年11月、同時期にロサンゼルス地区を主戦場としていた関係から、同地区と提携関係にあった新日本プロレスに初登場。来日が予定されていたマスクド・スーパースターの代打として、NWFでの盟友ジョニー・パワーズと組んで『第1回MSGタッグ・リーグ戦』に参加した。しかし、前年までの国際プロレスでの活躍とは正反対の無気力ぶりで、リーグ戦を消化することなく全敗のままパワーズと共に途中帰国。11月28日に宮城県スポーツセンターにてアントニオ猪木とのシングルマッチもメインイベントで組まれたが、3分足らずで惨敗した（2分55秒、延髄斬りからのレッグ・ドロップでフォール負け）。ギャランティを巡って新日本首脳部と軋轢が生じ、モチベーションを完全に無くしていたことが原因とされており、これが最後の来日となった。

## エピソード
- ベーカーを語る上で避けられないのが、2度にわたるリング禍である。1度目は1971年6月13日、ネブラスカ州オマハでエンリケ・トーレスの実弟アルベルト・トーレス（英語版）が、2度目は1972年8月1日、ジョージア州アトランタでレイ・ガンケル（英語版）が、それぞれベーカーが放った心臓部へのパンチ攻撃（ハート・パンチ）を受けた試合後に死亡している[1]。いずれも偶発的なアクシデントだった（ガンケルの場合、もともと心臓病を患っていたという）が、この事故は結果としてベーカーのヒールとしての凶悪なイメージを醸成させることとなった[44]。なお、ジョージア地区のブッカーでもあったガンケルの死は、同地区の内紛問題に発展し、テッド・ターナーが本格的にプロレス放映に取り組むきっかけともなった[45]（ジョージア・チャンピオンシップ・レスリングの項も参照）。
- その人間離れしたインパクト満点の強面と巨体を買われ、アクション映画の悪役俳優としても活躍。『バトルクリーク・ブロー』（1980年 / ロバート・クローズ監督、ジャッキー・チェン主演）、『ニューヨーク1997』（1981年 / ジョン・カーペンター監督、カート・ラッセル主演）などの作品で敵役を演じている[46]。アメリカではテレビCMやバラエティ番組にも出演しており、コミカルな一面も見せた[46]。
- リング上でのキャラクターとは正反対に素顔は温厚な好人物で[28]、子供好きの一面も持ち、国際プロレスへの来日時も子供ファンを大事にしていた[47]。控室では髭と眉毛の手入れは欠かさなかったという[37][47]。2001年には、レスラー仲間の逸話を盛り込んだ料理本を自費出版している[19]。
- マネージャーは、テネシーのCWAではジミー・ハート[3]、フロリダのCWFではJ・J・ディロンやサー・オリバー・フンパーディンク[3]、WWFではグラン・ウィザードが担当していた[24]。プロフェッサー・イトーこと上田馬之助も、1980年にロサンゼルス地区でベーカーとジ・エンフォーサーのマネージャー役となったことがある[48]。

## 得意技
力任せで殴る蹴るのラフファイトが主体であり、卓越したテクニックは無かったが、タフでパワフルな大型ヒールとして長く活躍した。
- ハート・パンチ
- ギロチン・ドロップ
- ベアハッグ
- チンロック
- クロー攻撃
- 凶器攻撃

## 獲得タイトル
キワモノ的なイメージが強い上にレスリングの技術が稚拙だったため、NWA、AWA、WWFなどメジャータイトルのトップコンテンダーに名を連ねることはなかったが、その強烈なキャラクターが悪役人気を呼び、世界中をサーキットして各地のローカルタイトルを獲得している。
スタンピード・レスリング
- スタンピード北米ヘビー級王座：1回（1968年3月8日にアーチー・ゴルディーから奪取）[6]

アメリカン・レスリング・アソシエーション
- AWA中西部タッグ王座：3回（w / ロック・ロゴウスキー、トム・アンドリュース、グレート草津。それぞれ1971年に獲得）[49]

ジョージア・チャンピオンシップ・レスリング
- NWAジョージア・タッグ王座：1回（w / スカンドル・アクバ。1972年9月15日にトーナメント決勝でボブ・アームストロング&ディック・スタインボーンを破り獲得）[50]

ナショナル・レスリング・フェデレーション
- NWF北米ヘビー級王座：1回（1974年3月にアーニー・ラッドから奪取）[51]

ワールド・レスリング・アソシエーション（インディアナポリス）
- WWA世界ヘビー級王座：1回（1974年8月10日にカウボーイ・ボブ・エリスから奪取）[14]
- WWA世界タッグ王座：1回（w / チャック・オコーナー。1976年3月13日にディック・ザ・ブルーザー&クラッシャー・リソワスキーから奪取）[52]

チャンピオンシップ・レスリング・フロム・フロリダ
- NWAフロリダ・タッグ王座：1回（w / スーパースター・ビリー・グラハム。1977年4月2日にジャック・ブリスコ&ジェリー・ブリスコから奪取）[53]

NWAビッグタイム・レスリング
- NWAテキサス・ヘビー級王座：1回（1977年にジミー・スヌーカから奪取）[54]
- NWAアメリカン・ヘビー級王座：2回（1977年9月30日にキャプテンUSA、1980年1月2日にブルーザー・ブロディから奪取）[55]

NWAデトロイト
- NWA USヘビー級王座（デトロイト版）：1回（1977年9月にザ・シークから奪取）[56]

ワールド・チャンピオンシップ・レスリング（オーストラリア）
- NWA豪亜タッグ王座：1回（w / ブッチャー・ブラニガン。1978年10月27日にマリオ・ミラノ&ラリー・オーディから奪取）[57]

NWAハリウッド・レスリング
- NWAアメリカス・タッグ王座：1回（w / エンフォーサー・ルシアーノ。1980年にアル・マドリル&トム・プリチャードから奪取）[58]
- NWA世界タッグ王座（ロサンゼルス版）：1回（w / エンフォーサー・ルシアーノ。1980年にアル・マドリル&ウォルター・ジョンソンから奪取）[59]

ミッドアトランティック・チャンピオンシップ・レスリング
- NWAミッドアトランティック・タッグ王座：1回（w / カール・ファジー。1982年1月にジェイ・ヤングブラッド&ジョニー・ウィーバーから奪取）[60]

オールスター・プロレスリング（ニュージーランド）
- NWAオーストラレージアン・タッグ王座：1回（w / キング・カマタ、1982年8月19日にマーク・ルーイン&スティーブ・リッカード（英語版）から奪取）[61]

ワールド・レスリング・カウンシル
- WWC世界ヘビー級王座：1回（1983年4月23日にカルロス・コロンから奪取）[62]

ナショナル・レスリング・アライアンス
- NWA殿堂：2014年[32]